# Нижняя Шунда
Нижняя Шунда — река в России, протекает в Бабушкинском районе Вологодской области. Устье реки находится в 354 км по левому берегу реки Унжа. Длина реки составляет 12 км.
Исток Нижней Шунды расположен в лесном массиве близ границы с Костромской областью в 14 км к востоку от посёлка Кунож (Юркинское сельское поселение).
Нижняя Шунда течёт на северо-запад по ненаселённому лесному массиву, крупных притоков нет. Впадает в Унжу в 4 км к северо-востоку от посёлка Кунож.

## Данные водного реестра
По данным государственного водного реестра России относится к Верхневолжскому бассейновому округу, водохозяйственный участок реки — Унжа от истока и до устья, речной подбассейн реки — Бассей притоков Волги ниже Рыбинского водохранилища до впадения Оки. Речной бассейн реки — (Верхняя) Волга до Куйбышевского водохранилища (без бассейна Оки).
По данным геоинформационной системы водохозяйственного районирования территории РФ, подготовленной Федеральным агентством водных ресурсов:
- Код водного объекта в государственном водном реестре — 08010300312110000014870
- Код по гидрологической изученности (ГИ) — 110001487
- Код бассейна — 08.01.03.003
- Номер тома по ГИ — 10
- Выпуск по ГИ — 0